# تپه گرد کلاته
تپه گرد کلاته مربوط به سدهٔ ۸–۶ ه.ق است و در شهرستان ارومیه، بخش صومای برادوست، دهستان برادوست، ۶۰۰ متری جنوب غربی روستای ملونه واقع شده و این اثر در تاریخ ۲۵ آبان ۱۳۸۷ با شمارهٔ ثبت ۲۳۵۵۹ به‌عنوان یکی از آثار ملی ایران به ثبت رسیده است.